# Merostomata

Merostomata include organisme, ce fac parte din grup străvechi de organisme. Crabii-potcoavă reprezintă unicul grup din această clasă, care nu a dispărut. Ei sunt numiți așa, din cauza morfologiei externe asemănătoare unui crab adevărat.

## Caracteristici generale
- Un scut uriaș ce acoperă cefalotoracele;
- Ochi reduși;
- Pedipalpi măriți;
- Meniu alcătuit din nevertebrate mici;
- Prezența unui apendice suplimentar în partea dorsală a corpului.